# Namık Kemal
Namık Kemal (21. prosince 1840 Tekirdağ – 2. prosince 1888 Chios) byl turecký spisovatel, novinář a politický aktivista. Byl významným představitelem hnutí Mladí Osmané (nezaměňovat s Mladoturky). Přispěl ke zformování moderního tureckého nacionalismu a k šíření demokratických myšlenek. Zvláště k popularizaci některých západních politických koncepcí, jako jsou ideje přirozených práv a ústavní vlády. Významné je i jeho literární dílo, psal básně, dramata i romány, překládal zejména z francouzštiny. Vzhledem k tomu, že příjmení nebyla v Osmanské říši používána, „Kemal“ v jeho jméně není příjmením, ale součástí křestního jména, ovšem časem se s ním jako s příjmením začalo zacházet.

## Život
Jeho matka byla albánského, otec tureckého původu. Pocházel ze šlechtické rodiny, v níž se mu dostalo domácího vzdělávání, během nějž ovládl perštinu, arabštinu i francouzštinu. V roce 1857, ve věku 17 let, tak začal pracovat v Tercüme Odası („Překladatelský úřad“), což byla vládní instituce. V důsledku jeho politického aktivismu však byl donucen velkovezírem Mehmedem Eminem Âli Pašou úřad opustit. Jeho přítel İbrahim Şinasi mu pak nabídl redaktorské místo ve svých novinách Tasvîr-i Efkâr. Zde Kemal pracoval až do svého odchodu do exilu v Paříži v roce 1867.
V roce 1862 se oficiálně připojil k Mladým Osmanům a spolu se Şinasim patřil k jejich nejvlivnějším členům. Psal eseje, ve kterých zdůrazňoval nutnost politických, administrativních a sociálních reforem v Osmanské říši. V roce 1864 převzal vedení novin poté, co byl Şinasi donucen odejít do exilu. V roce 1867 musel sám vyhledat útočiště v Paříži, to když sultán Abdülaziz (vládl 1861–1876) přišel s programem centralizace, proti němuž se Kemal i jeho list plamenně postavili. Krátce přitom působil i v Londýně a Vídni.
V Paříži začal vydávat noviny Hürriyet („Svoboda“), kde ještě otevřeněji útočil na osmanský politický systém. Režim Napoleona III., který v době jeho odchodu do exilu ve Francii vládl, ho nadšením nenaplňoval a inspiraci hledal nejprve spíše v britské ústavě. Po pádu druhého císařství v roce 1870 a vzniku třetí republiky, ho nadchla i její nová ústava a silně ovlivnila jeho vlastní politické směřování. Své politické ideály i program Mladých Osmanů shrnul v Paříži takto: „Suverenita národa, dělba moci, odpovědnost úředníků, osobní svoboda, rovnost, svoboda myšlení, svoboda tisku, svoboda sdružování a užívání majetku, posvátnost domova“. V Paříži se také věnoval překladatelské činnosti, převedl do turečtiny řadu děl Victora Huga, Jean-Jacquese Rousseaua a Charlese Louise Montesquieua.
V roce 1869 (nebo 1870) se mohl vrátil do Konstantinopole. Začal zde vydávat noviny Ibret („Napomenutí“), které se obracely spíše k intelektuálnímu publiku. Přispíval ale i do jiných novin, zejména do deníku Basiret. Po svém návratu do Konstantinopole také napsal své nejvlivnější literární dílo: divadelní hru Vatan Yahut Silistre („Vlast nebo Silistra.“). Vypráví příběh osmanského vojáka, jehož loajalita ke svému národu, a nikoli k náboženství nebo k sultánovi, ho motivuje k obraně města Silistra během krymské války. Hra přinášela tak nové pojetí vlastenectví, jež narušovalo starý osmanismus, že jeho noviny Ibret vláda zastavila a Kemal byl podruhé vypovězen z Osmanské říše. Uchýlil se na Kypr. V kyperské Famagustě zůstal tři roky (1873 až 1876). Napsal zde báseň Hürriyet Kasidesi (Óda na svobodu), v níž shrnul své politické krédo.

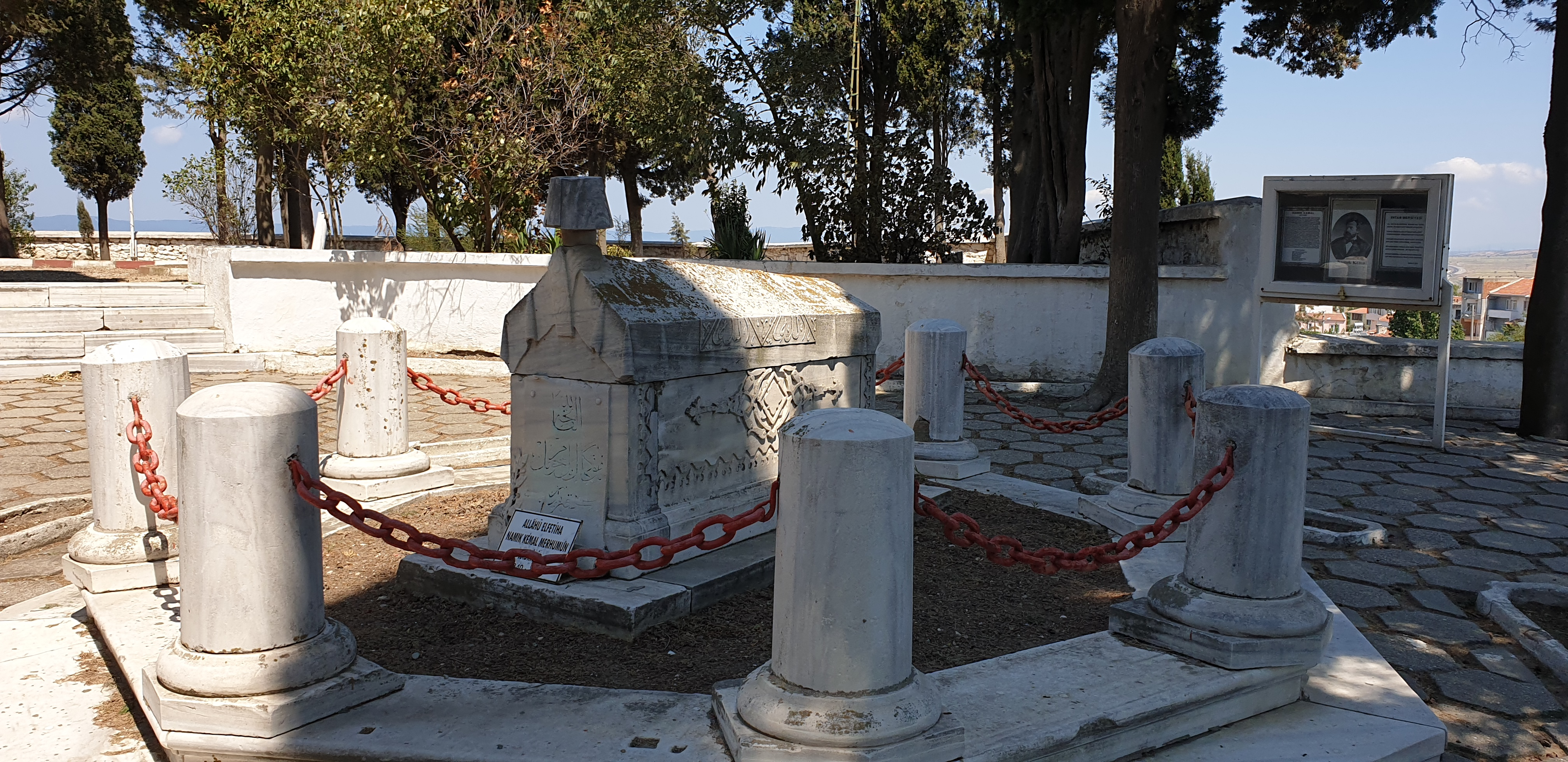
Kemalův hrob v Bolayıru

Jako mnoho Mladých Osmanů i Namık Kemal podporoval a s velkými nadějemi vítal nástup Murada V. na trůn po abdikaci Abdülazize v roce 1876. Naděje, že Murad zavede reformy, po kterých Mladí Osmané toužili, však byly zmařeny. Slabé nervy a alkoholismus vedly k Muradově abdikaci již po třech měsících. Přesto Murad stihl svolat první osmanský parlament, Valné shromáždění (Medjliss Oumoumi). Nový sultán Abdulhamid II. byl ochoten umožnit fungování parlamentu, ale brzy se rozhodl pro autokratickou vládu a parlament zcela ignoroval. To Mladí Osmané tvrdě kritizovali, načež mnoho z nich, včetně Namıka Kemala, sultán poslal do vyhnanství. Potřetí v životě tak Kemal musel nuceně opustit Konstantinopol. Byl umístěn na ostrov Chios, kde vykonával úřednickou činnost. Zde také v roce 1888 zemřel. Pohřben je v Bolayıru, v evropské části Turecka.
Kemal měl obrovský vliv na formování turecké národní identity. Pojem vatan („vlast“) zavedl do turečtiny právě on. Zakladatel moderního Turecka Mustafa Kemal Atatürk často hovořil o tom, jak byl v mládí ovlivněn Kemalovými texty, a že bylo Kemalovo dílo přímým zdrojem inspirace pro jeho vlastní cíl vytvořit moderní turecký stát. V jeho rodném městě dnes nese jeho jméno místní univerzita (Tekirdağ Namık Kemal Üniversitesi).

### Romány
- İntibah yahut Ali Beyin sergüzeşiti (1874)
- Cezmi (1887/88)

### Drama
- Vatan yahut Silistre
- Akif Bey
- Gülnihal
- Kara Bela
- Zavallı Çocuk
- Celaleddin Harzemşah